# Министерство иностранных дел Сербии
Министерство иностранных дел Сербии отвечает за ведение консульских дел и внешних связей Сербии. После 2001 года посольства в Чили, Колумбии, Демократической Республике Конго, а также в таких странах, как Гана, Гвинея, Ливан, Монголия, Северная Корея, Пакистан, Таиланд, Венесуэла, Вьетнам и Зимбабве были закрыты из-за финансовых или иного рода причин.
Министерство иностранных дел в настоящее время поддерживает следующие представительства за рубежом:
- 64 посольства
- 22 генеральных консульства в 14 странах

Сербия также имеет 3 постоянных представительства при ООН в Нью-Йорке, Женеве и Вене.
Есть также постоянные представительства при ЮНЕСКО, ЕС, Совета Европы и ОБСЕ.
Министерство возглавляет Марко Джурич.

## Организационная схема министерства
- Бюро министра
  - Дипломатический протокол
  - Специальные услуги
    - Служба по расследованию и документированию
    - Служба безопасности
    - Службы по международно-правовым вопросам
    - Департамент ИКТ

  - Генеральный секретариат
    - Управление по кадрам и правовым вопросам
    - Управление архивного дела
    - Служба по недвижимости, юридическим и общим вопросам

  - Генеральный инспектор
    - Управление Государственного секретаря
    - Генеральный директорат двусторонних отношений
    - Управление по Соседним странам и Юго-Восточной Европе
    - Управление по Европе
    - Управление по России и Евразии
    - Управление по Америке
    - Управление по Африке и Ближнему Востоку
    - Управление по Азии, Австралии и Тихоокеанскому региону
    - Управления двустороннего экономического сотрудничества

  - Управление границ
    - Генеральный директорат по вопросам многостороннего сотрудничества
    - Управление Организации Объединенных Наций
    - Управление ОБСЕ и СЕ
    - Управление многостороннего экономического сотрудничества
    - Директорат по правам человека и охране окружающей среды
    - Генеральный директорат по Европейскому союзу
    - Управление учреждений стран Евросоюза
    - Управление по региональным инициативам
    - Управление по НАТО
    - Партнерство во имя мира
    - Управление по контролю за оружием
    - Главное управление информации и культуры
    - Генеральный Директорат по консульским вопросам и вопросам диаспоры
    - Управление по консульским вопросам

  - Советы
    - Совет по внешней политической стратегии
    - Правовой совет МИД
    - Дипломатическая академия